# Joan Josep Armet i Coma
Joan Josep Armet i Coma (Barcelona, 1942) és un economista i polític català, germà de Lluís Armet i Coma.
Treballà com a professor mercantil i administrador d'empresa. El 1962 s'afilià al Front Nacional de Catalunya, del que en fou membre fins a la creació del PSAN, del que en fou representant al Consell de Forces Polítiques de Catalunya. Cap al 1980 marxà a Nacionalistes d'Esquerra, del qual en fou secretari general. Després del fracàs del partit a les eleccions al Parlament de Catalunya de 1980 fou membre del Secretariat General d'Entesa dels Nacionalistes d'Esquerra, amb el que després formà part de la Comissió Política Nacional d'Iniciativa per Catalunya. Fou diputat per aquesta coalició a les eleccions generals espanyoles de 1989 i 1993. El 1999 fou nomenat secretari de la Comissió Nacional d'Iniciativa per Catalunya-Verds.